# Villers-le-Tilleul
Villers-le-Tilleul és un municipi francès situat al departament de les Ardenes i a la regió del Gran Est. L'any 2007 tenia 251 habitants.

## Demografia

### Població
El 2007 la població de fet de Villers-le-Tilleul era de 251 persones. Hi havia 90 famílies de les quals 16 eren unipersonals (16 homes vivint sols), 31 parelles sense fills, 39 parelles amb fills i 4 famílies monoparentals amb fills.
La població ha evolucionat segons el següent gràfic:
Habitants censats

### Habitatges
El 2007 hi havia 99 habitatges, 91 eren l'habitatge principal de la família, 5 eren segones residències i 3 estaven desocupats. 97 eren cases i 2 eren apartaments. Dels 91 habitatges principals, 83 estaven ocupats pels seus propietaris i 9 estaven llogats i ocupats pels llogaters; 4 tenien dues cambres, 9 en tenien tres, 24 en tenien quatre i 54 en tenien cinc o més. 73 habitatges disposaven pel capbaix d'una plaça de pàrquing. A 28 habitatges hi havia un automòbil i a 57 n'hi havia dos o més.

### Piràmide de població
La piràmide de població per edats i sexe el 2009 era:
| Homes | Edats   | Dones |
| ----- | ------- | ----- |
| 0     | 95 o +  | 0     |
| 0     | 90 a 94 | 0     |
| 0     | 85 a 89 | 0     |
| 0     | 80 a 84 | 4     |
| 4     | 75 a 79 | 4     |
| 0     | 70 a 74 | 4     |
| 0     | 65 a 69 | 0     |
| 4     | 60 a 64 | 0     |
| 0     | 55 a 59 | 12    |
| 16    | 50 a 54 | 0     |
| 8     | 45 a 49 | 12    |
| 12    | 40 a 44 | 8     |
| 4     | 35 a 39 | 16    |
| 8     | 30 a 34 | 4     |
| 12    | 25 a 29 | 4     |
| 8     | 20 a 24 | 0     |
| 4     | 15 a 19 | 8     |
| 12    | 10 a 14 | 12    |
| 8     | 5 a 9   | 8     |
| 8     | 0 a 4   | 4     |

## Economia
El 2007 la població en edat de treballar era de 170 persones, 117 eren actives i 53 eren inactives. De les 117 persones actives 113 estaven ocupades (65 homes i 48 dones) i 5 estaven aturades (5 dones i 5 dones). De les 53 persones inactives 20 estaven jubilades, 17 estaven estudiant i 16 estaven classificades com a «altres inactius».

### Ingressos
El 2009 a Villers-le-Tilleul hi havia 93 unitats fiscals que integraven 258 persones, la mediana anual d'ingressos fiscals per persona era de 16.023 €.

### Activitats econòmiques
Dels 5 establiments que hi havia el 2007, 1 era d'una empresa alimentària, 1 d'una empresa d'hostatgeria i restauració, 1 d'una empresa financera, 1 d'una empresa immobiliària i 1 d'una entitat de l'administració pública.
Dels 2 establiments de servei als particulars que hi havia el 2009, 1 era un restaurant i 1 agència immobiliària.
L'any 2000 a Villers-le-Tilleul hi havia 7 explotacions agrícoles que ocupaven un total de 548 hectàrees.

## Equipaments sanitaris i escolars
El 2009 hi havia una escola elemental.

## Poblacions més properes
El següent diagrama mostra les poblacions més properes.